# Araeotanypus boops
Araeotanypus boops är en skalbaggsart som beskrevs av Waterhouse 1875. Araeotanypus boops ingår i släktet Araeotanypus och familjen Hybosoridae. Inga underarter finns listade.